# Gauliga Württemberg 1934/35
De Gauliga Württemberg 1934/35 was het tweede voetbalkampioenschap van de Gauliga Württemberg. VfB Stuttgart werd kampioen en plaatste zich voor de eindronde om de Duitse landstitel, waar de club de finale bereikte en daar door FC Schalke 04 verslagen werd. 
Titelverdediger Union Böckingen degradeerde dit seizoen.

## Eindstand
| Plaats | Club                   | Wed. | W  | G | V  | Saldo | Ptn.  |
| ------ | ---------------------- | ---- | -- | - | -- | ----- | ----- |
| 1.     | VfB Stuttgart          | 18   | 11 | 3 | 4  | 53:31 | 25:11 |
| 2.     | 1. SSV Ulm             | 18   | 9  | 5 | 4  | 47:32 | 23:13 |
| 3.     | Stuttgarter Kickers    | 18   | 10 | 3 | 5  | 40:37 | 23:13 |
| 4.     | SpVgg 1898 Feuerbach   | 18   | 7  | 4 | 7  | 35:34 | 18:18 |
| 5.     | Sportfreunde Esslingen | 18   | 5  | 7 | 6  | 41:38 | 17:19 |
| 6.     | Stuttgarter SC         | 18   | 7  | 3 | 8  | 44:42 | 17:19 |
| 7.     | FV Ulm 1894            | 18   | 7  | 2 | 9  | 34:32 | 16:20 |
| 8.     | Sportfreunde Stuttgart | 18   | 5  | 6 | 7  | 35:39 | 16:20 |
| 9.     | FV Union 08 Böckingen  | 18   | 7  | 1 | 10 | 40:46 | 15:21 |
| 10.    | SV Göppingen           | 18   | 5  | 0 | 13 | 18:56 | 10:26 |

|  | Kampioen, geplaatst voor nationale eindronde |
|  | Degradatie naar Bezirksliga                  |

## Promotie-eindronde
| Plaats | Club                | Wed. | Saldo | Ptn.  |
| ------ | ------------------- | ---- | ----- | ----- |
| 1.     | SpVgg Cannstadt     | 10   | 30:11 | 16:4  |
| 2.     | FV Zuffenhausen     | 10   | 18:14 | 11:9  |
| 3.     | FC Tailfingen       | 10   | 19:15 | 10:10 |
| 4.     | VfR Schwenningen    | 10   | 12:17 | 9:11  |
| 5.     | VfB Friedrichshafen | 10   | 11:18 | 7:13  |
| 6.     | VfR Heidenheim      | 10   | 10:25 | 7:13  |

|  | Promotie naar Gauliga Württemberg 1935/36 |